# Tanja Ostojić

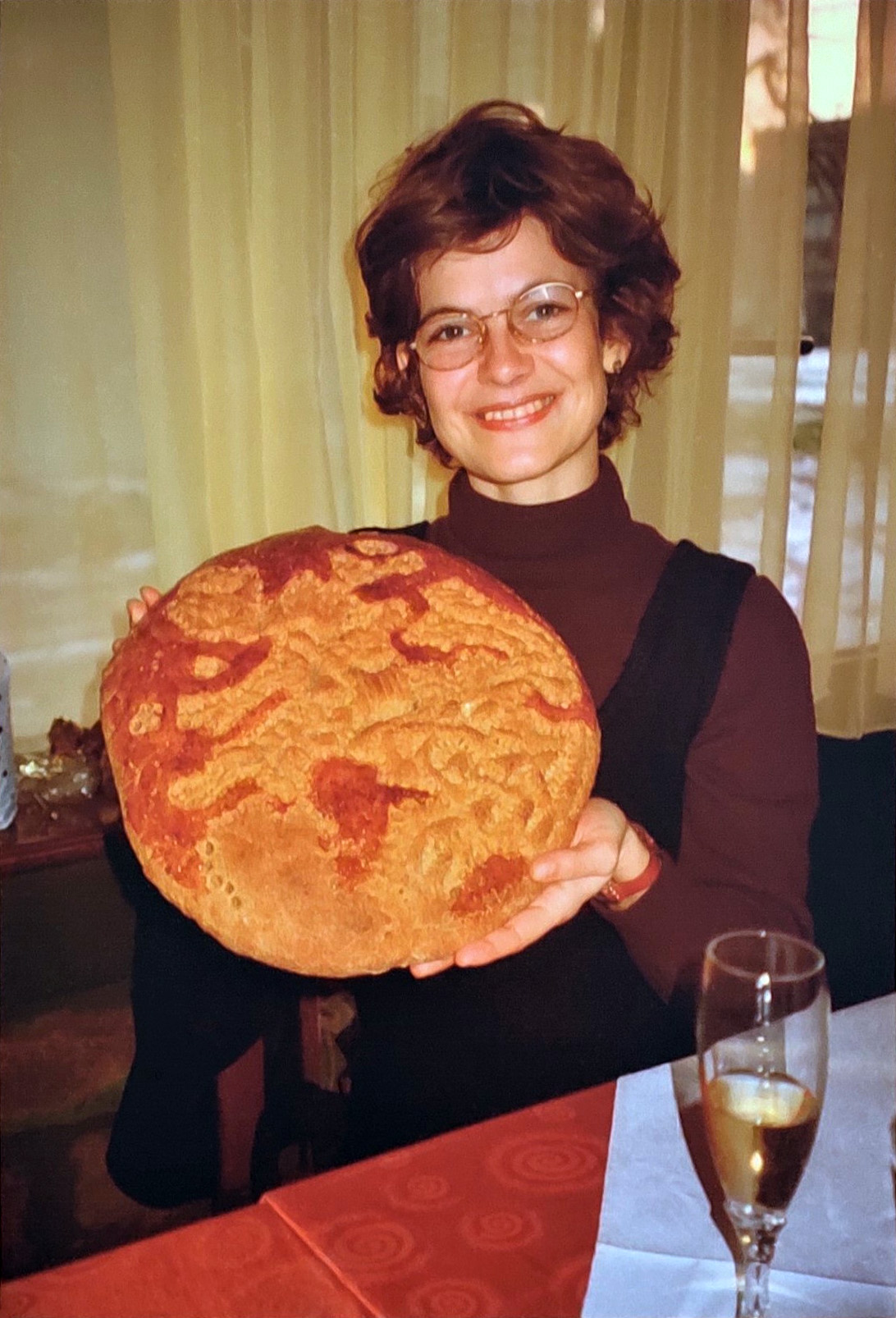
Tanja Ostojić

Tanja Ostojić (Servisch: Тања Остојић) (Užice, Joegoslavië, 19 augustus 1972) is een Servische feministische performancekunstenares. Ze woont overwegend in Belgrado.
Tanja Ostojić werd eind december 2005 in heel Europa bekend door het "EU-slipje". De EU-slip is een persiflage op Gustave Courbets L'origine du monde (vert.: "Oorsprong van de wereld"). Ostojićs versie toont haar eigen bekken, (gefotografeerd door David Rych); met het verschil dat zij een blauw slipje aan heeft dat het Europa-embleem (de cirkel met sterren) draagt. Deze foto geeft ironisch commentaar op het gegeven dat niet-Europese vrouwen in Europa slechts welkom zijn als ze bereid zijn hun onderbroekje uit te trekken.
Naast enkele andere werken uit een lopende tentoonstelling was deze foto voor een affiche uitgekozen om reclame te maken voor het EU-presidentschap van Oostenrijk. De Weense Kronenzeitung maakte hier een rel omheen; zij noemde het 'door de Staat betaalde pornografie', en stelde de reputatie van Oostenrijk in de wereld ter discussie. Bezorgde politici van alle Oostenrijkse partijen grepen in, waardoor het affiche uiteindelijk teruggetrokken werd. Sindsdien draagt de afbeelding de inofficiële naam: Het 'EU-slipje'.

## Eerdere acties
Tanja Ostojićs grote thema is de 'arrogantie van de EU' tegenover de integratie van Zuidoost-Europa binnen de Europese gemeenschap, die vooral voor vrouwen vaak slechts mogelijk is door met een Europeaan te trouwen, hetgeen Ostojić als een vorm van prostitutie ervaart. Tanja Ostojić had van 2000 tot 2004 op internet de openbare kunstactie Looking for a husband with EU-passport, waarbij ze zich presenteerde als een gedetineerde uit socialistische tijden. Dit leidde tot een huwelijk met een Keuls kunstenaar, waarvan ze zich in 2005 (als onderdeel van de kunstactie) weer liet scheiden.
In de actie I'll be Your Angel uit 2001 volgde Tanja Ostojić de tentoonstellingsmaker en Balkancurator Harald Szeemann, die over een groot budget beschikte, dagenlang op de voet tijdens de Biënnale van Venetië, waarbij ze hem slechts lief toelachte. Harald Szeemann, die weliswaar bekendstond om zijn progressieve ideeën, vond dit niet echt grappig; hij zorgde ervoor dat Ostojić bij zijn verdere projecten werd genegeerd.

## Citaat
Wanneer de afbeelding van een vrouwenlichaam bij de verkiezingen voor het EU-presidentschap al een politieke rel tot gevolg heeft, hoe staat het dan met de werkelijkheid voor Zuidoost-Europese vrouwen, die zelfs in 2006 in de Europese Unie nog als slaven behandeld worden? Hier is een fictieve vrouw in een gewillige pose afgebeeld en daar is de werkelijke vrouw op de tippelzone of opgesloten in een bordeel. Dit is een ernstige paradox.— Tanja Ostojić

## Voetnoten
1. ↑  Curriculum Vitae Tanja Ostojic.

- Bibliothèque nationale de France: cb150432317 (data)
- Gemeinsame Normdatei: 13616871X
- International Standard Name Identifier: 0000 0000 7846 8771
- Library of Congress Control Number: no2007132801
- RKD-Nederlands Instituut voor Kunstgeschiedenis: 265408
- Système universitaire de documentation: 184252245
- Union List of Artist Names: 500116362
- Virtual International Authority File: 96544252